# Aeropuerto Internacional de Bucarest-Henri Coandă
El Aeropuerto Internacional Henri Coandă (en rumano Aeroportul Internaţional Henri Coandă) (IATA: OTP, OACI: LROP) es el aeropuerto con más tráfico aéreo en Rumania, que da servicio a la ciudad y capital de Rumanía, Bucarest, junto al más pequeño aeropuerto de Băneasa, que funcionaba como centro de operaciones de aerolíneas bajo coste y viajeros de negocios (actualmente cerrado por problemas de extensión). Localizado al norte de la ciudad de Bucarest, el aeropuerto está ubicado en Otopeni, Ilfov. Es también conocido en los alrededores como Aeropuerto de Otopeni (en rumano Aeroportul Internaţional Bucureşti Otopeni). Su nombre le fue dado en mayo de 2004 y rinde homenaje al pionero aéreo rumano, el catedrático Henri Coandă, constructor de la primera turbina del mundo capaz de impulsar a un avión.

## Terminales

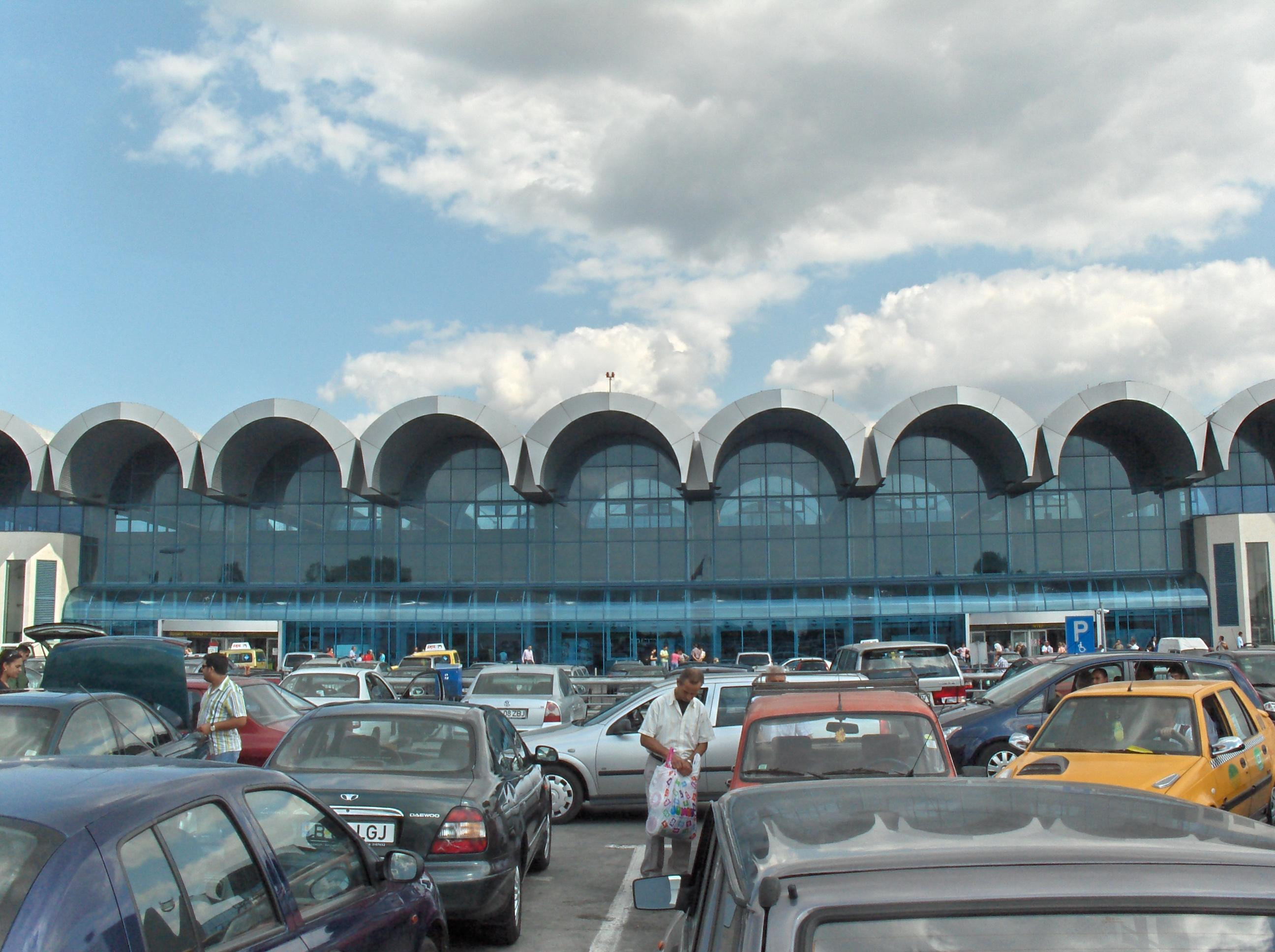
Sala internacional de llegadas.

Las instalaciones terminales del aeropuerto consisten en una terminal, dividida en tres salas (comúnmente se piensa que son tres terminales independientes). Estas tres secciones son la Sala de Salidas Internacional, la Sala de Llegadas Internacionales, y la Sala de vuelos de cabotaje. El aeropuerto cuenta con cinco puestos de contacto, todos ellos en la Sala de Salidas Internacionales. 

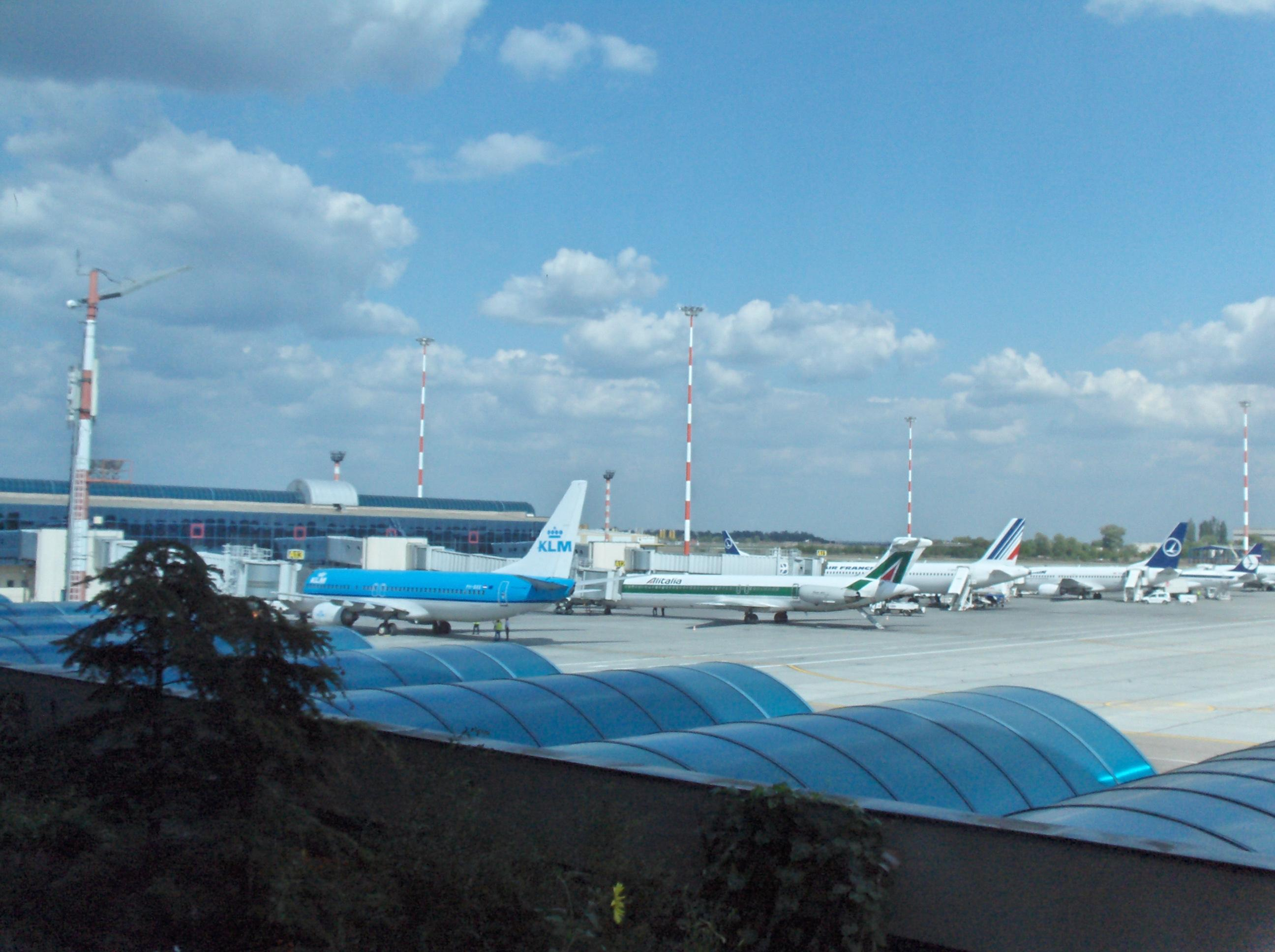
Finger en OTP (Salidas internacionales).

Además, hay otras 9 puertas que actualmente carecen de fingers. Un segundo ala de la terminal, contará con siete puestos de contacto, aunque actualmente está bajo construcción, mientras que en próximas etapas se planea la construcción de una nueva terminal. La última gran expansión del aeropuerto ocurrió en 1997, cuando se construyó la Sala de Vuelos de cabotaje, y se amplió la Sala de Salidas Internacionales (International Departures Hall). La actual terminal fue construida alrededor de la terminal originaria.

## Historia
Durante la Segunda Guerra Mundial, el aeropuerto de Otopeni fue utilizado como base aérea del Tercer Reich de Hitler. Hasta el 1965, estuvo restringido únicamente a los vuelos militares, y fue una de las mayores bases aéreas de la Fuerza Aérea Rumana, con una pista de 1200 metros. Antes de 1965, el aeropuerto Băneasa  era el único aeropuerto de Bucarest con vuelos comerciales. Sin embargo, con el crecimiento del tráfico aéreo, un nuevo aeropuerto comercial fue construido en el pueblo de Otopeni, donde solía estar la base aérea militar. La pista existente fue modernizada, ampliándola también hasta los 3500 metros, haciéndola tan larga como la del Aeropuerto de París-Orly en aquel momento (1965). También se construyó una nueva terminal de pasajeros para vuelos de cabotaje e internacionales.
A finales de los 60, cuando el presidente Nixon de los Estados Unidos visitó Rumanía, Se constituyó una nueva sala VIP, y el 13 de abril de 1970, la terminal de pasajeros aumentó su capacidad hasta los 1.2 millones de pasajeros al año. El aeropuerto empezó a ser utilizada poco a poco por las aerolíneas, con un crecimiento del número de pasajeros, y en 1986, empezó una nueva fase de desarrollo. Se construyó una segunda pista de 3500 metros, con sus respectivas calles de rodadura. El sistema de luces fue mejorado y la capacidad se incrementó hasta las 35-40 operaciones por hora.
En 1992, el aeropuerto de Otopeni se convirtió en miembro del Airports Council International (ACI). En 1997 se abrió una nueva sala de salidas internacionales con capacidad de 1000-1200 pasajeros por hora, así como cinco fingers. En 2000, continuó la iniciativa de desarrollo de la 2ª fase, y se mejoró la terminal internacional.

## Aerolíneas y destinos
El aeropuerto de Otopeni es un importante aeropuerto del Este de Europa y es el principal aeropuerto de la aerolínea nacional rumana, TAROM. El aeropuerto no es utilizado por aerolíneas de bajo coste a excepción de easyJet, puesto que la base de operaciones de las aerolíneas de bajo coste en Bucarest están en el aeropuerto de Băneasa, localizado 10 kilómetros al sur

### Pasajeros
| Aerolíneas                    | Destinos |
| ----------------------------- | --- |
| Aegean Airlines               | Atenas Estacional: Corfú, Heraclión, Kos, La Canea, Míconos, Rodas, Santorini, Zante |
| Air Bucharest                 | Chárter estacional: Antalya, Dubai–Al Maktoum, Enfidha, Hurghada Sharm el-Sheij |
| Air Canada Rouge              | Estacional: Montreal–Trudeau, Toronto–Pearson |
| Air France                    | París–Charles de Gaulle |
| Air Malta                     | Estacional: Malta |
| Air Serbia                    | Belgrado |
| Animawings                    | Chárter estacional: Antalya, Bodrum, Corfú, Enfidha, Heraclión, Hurghada, Tenerife–Sur, Rodas, Zante, Zanzíbar |
| Arkia                         | Estacional: Tel Aviv |
| Austrian Airlines             | Viena |
| Bluebird Airways              | Estacional: Tel Aviv |
| British Airways               | Londres–Heathrow |
| Croatia Airlines              | Estacional: Zagreb |
| Czech Airlines                | Praga |
| easyJet Europe                | Milán–Malpensa |
| El Al                         | Tel Aviv |
| Eurowings                     | Düsseldorf |
| flydubai                      | Dubái–Internacional |
| Iberia Express                | Estacional: Madrid |
| Israir Airlines               | Estacional: Tel Aviv |
| KLM                           | Ámsterdam |
| Lauda                         | Viena |
| LOT Polish Airlines           | Varsovia–Chopin |
| Lufthansa                     | Fráncfort del Meno, Múnich |
| Pegasus Airlines              | Estambul–Sabiha Gökçen |
| Qatar Airways                 | Doha |
| Ryanair                       | Amán–Reina Alia, Atenas, Bérgamo, Berlín–Brandeburgo, Bolonia, Bristol, Charlerói, Dublín, Londres–Stansted, Madrid, Marsella, Milán–Malpensa, Roma–Ciampino, Palermo, Pafos, Pescara, Tel Aviv, Timișoara Estacional: La Canea |
| Scandinavian Airlines         | Estacional: Copenhague, Oslo–Gardermoen |
| SunExpress                    | Estacional: Antalya |
| Swiss International Air Lines | Zúrich |
| TAROM                         | Amán–Reina Alia, Ámsterdam, Atenas, Baia Mare, Barcelona, Beirut, Belgrado, Bruselas, Budapest, Chisináu, Cluj-Napoca, El Cairo, Ereván, Estambul, Estocolmo–Arlanda, Fráncfort del Meno, Hamburgo, Iași, Lárnaca, Londres–Heathrow, Madrid, Múnich, Niza, Odesa, Oradea, París–Charles de Gaulle, Praga, Roma–Fiumicino, Salónica, Satu Mare, Sibiu, Sofía, Suceava, Tel Aviv, Tiflis, Timișoara, Valencia, Viena Estacional: Alicante Chárter estacional: Antalya, Bodrum, Corfú, Rodas, Scíathos, Tenerife-Sur, Zante                                |
| Turkish Airlines              | Estambul |
| Vueling                       | Estacional: Barcelona |
| Windrose Airlines             | Kiev–Borýspil |
| Wizz Air                      | Alguer, Alicante, Barcelona, Bari, Basilea/Mulhouse, Beauvais, Bérgamo, Billund, Birmingham, Bolonia, Castellón de la Plana, Catania, Charlerói, Dortmund, Dubái–Al Maktoum, Eindhoven, Estocolmo–Skavsta, Ginebra, Hannover, Lisboa, Liverpool, Londres–Gatwick, Londres–Luton, Luxemburgo, Madrid, Málaga, Malmö, Malta, Memmingen, Nápoles, Niza, Núremberg, Praga, Sandefjord, Pisa, Roma–Ciampino, Santander, Scíathos, Sevilla Tel Aviv, Tenerife–Sur, Treviso, Turín, Valencia, Zaragoza, Varsovia–Chopin Estacional: Eilat–Ramon, Lamezia Terme |

### Carga
| Aerolíneas           | Destinos                                         |
| -------------------- | ------------------------------------------------ |
| ASL Airlines Belgium | Lieja, Múnich, Sofía                             |
| DHL Aviation         | Milán–Orio al Serio, Budapest, Chisináu, Treviso |
| UPS Airlines         | Colonia/Bonn, Katowice                           |

## Accesos

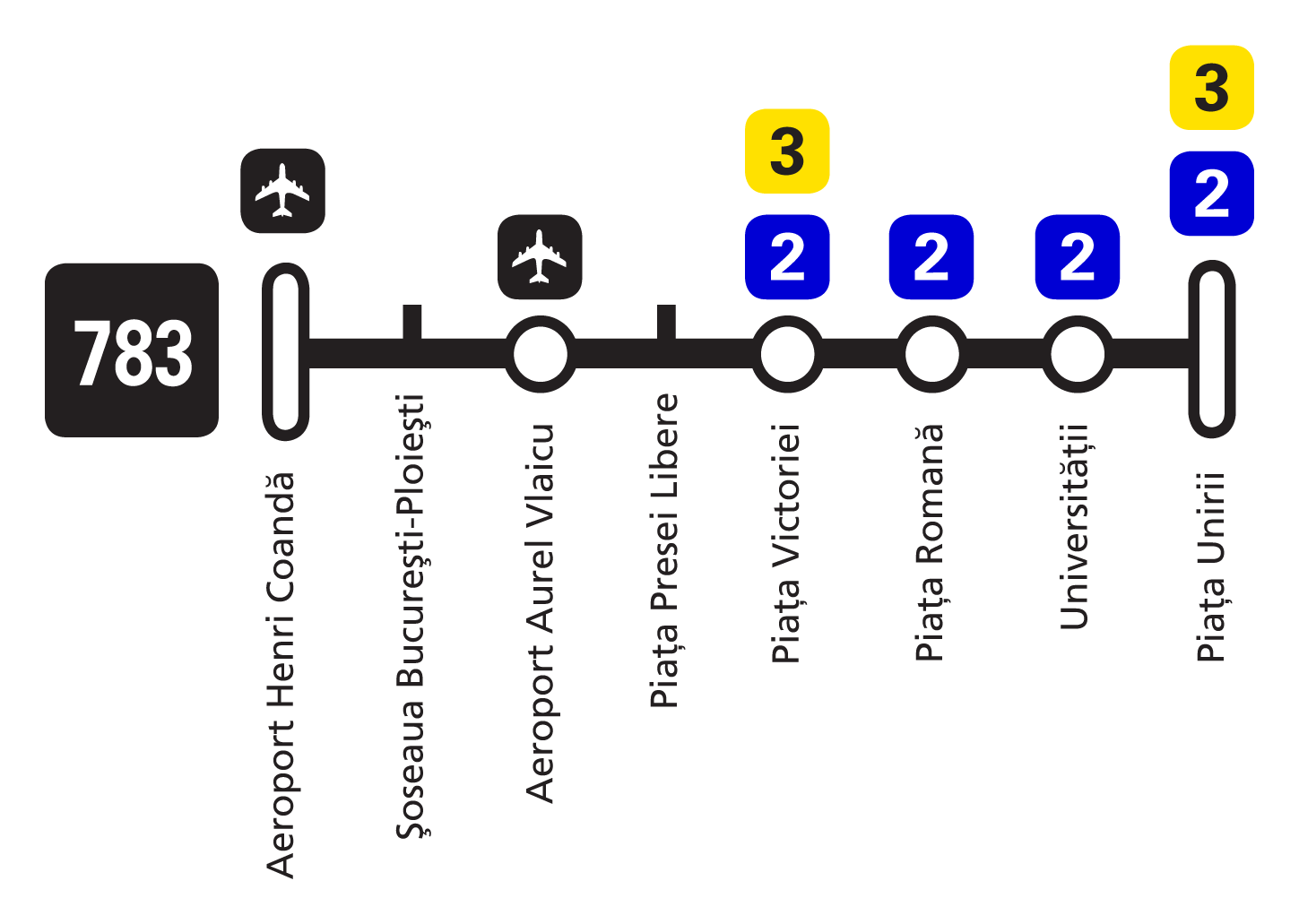
Diagrama de la ruta 783 de STB (se muestran las conexiones con las líneas del Metro de Bucarest)

El aeropuerto se encuentra a 18 kilómetros (11 millas) al norte del centro de Bucarest. Actualmente está conectado por la carretera DN1. En un futuro próximo, estará conectado también mediante la autovía A3, que actualmente está en construcción. El acceso a la ciudad de Bucarest se puede realizar mediante los buses de la ruta 783 de STB (que también proporciona servicios al Aeropuerto Internacional Aurel Vlaicu) y con la ruta 780 (que proporciona una conexión directa con Gara de Nord, la estación de tren principal de Bucarest). También se puede acceder a la ciudad en taxi, y hay una propuesta para conectar el aeropuerto con el sistema de metro de Bucarest system (Línea M6) y con Gara de Nord mediante un tren ligero rápido.

## Desarrollo futuro

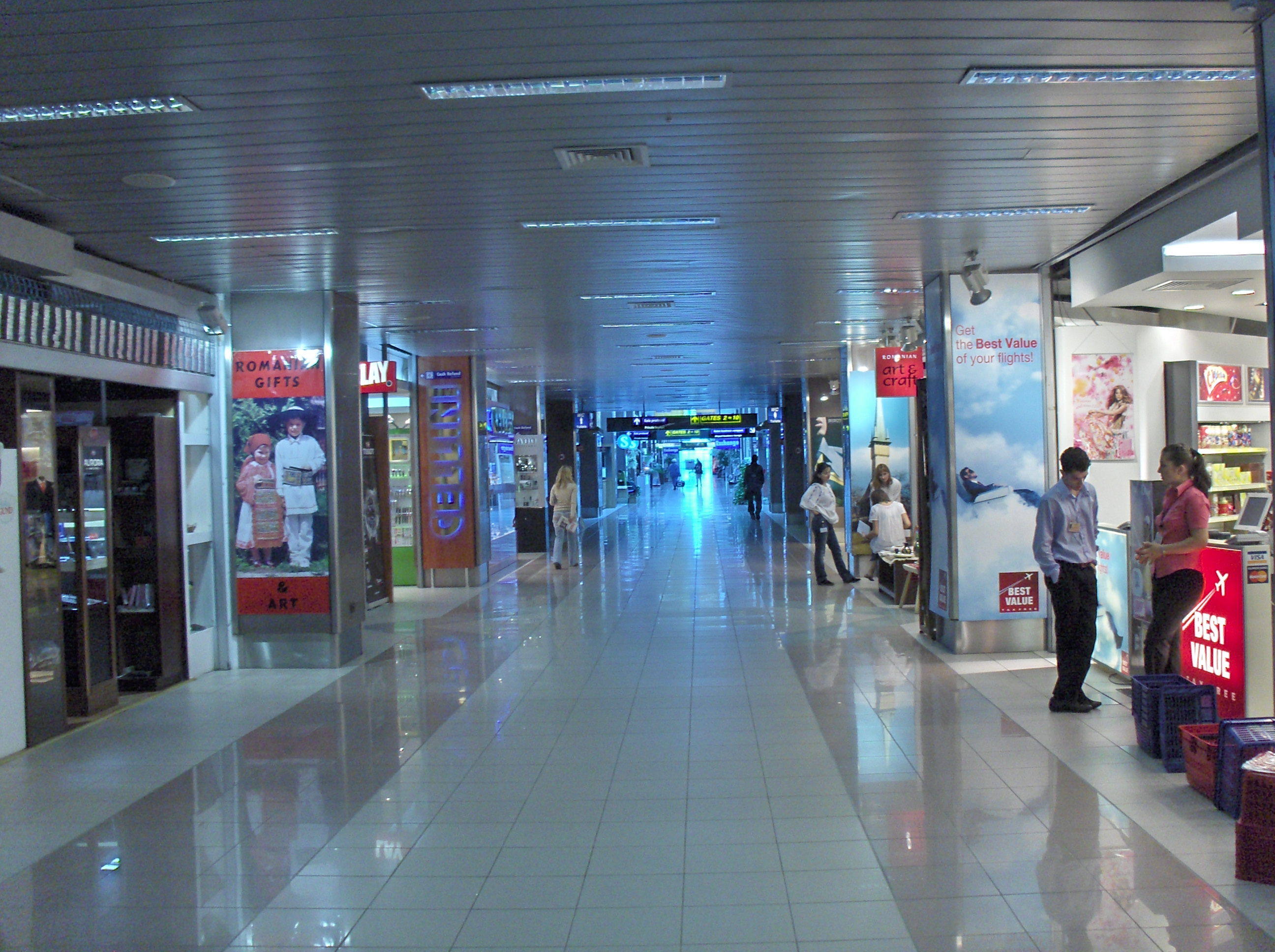
Zona comercial localizado en la sala de salidas internacionales.

Debido al hecho de que la terminal actual está próxima a su máxima capacidad y que la capacidad de ampliación en la localización actual es bastante baja, se planea la construcción de un nuevo edificio terminal (el Henri Coandă 2) y un hotel en la actual fase en proyecto; la nueva terminal será construida en el extremo este, consistirá de cuatro secciones, cada una de ellas con una capacidad de 5 millones de pasajeros anuales; para 2015 la terminal 2 sola será capaz de atender un tráfico anual estimado de 20 millones de pasajeros. La terminal será conectada a la autovía A3 (que cubrirá los trayectos Bucarest - Braşov), al sistema de ferrocarril y al metro de Bucarest.
La torre de control del aeropuerto se encuentra en una importante renovación.

## Servicios

### Servicios aéreos
El principal agente de handling en el aeropuerto es Globeground, y el segundo es Menzies. Los servicios de cáterin son proporcionados por Alpha Rocas  Archivado el 2 de octubre de 2016 en Wayback Machine.

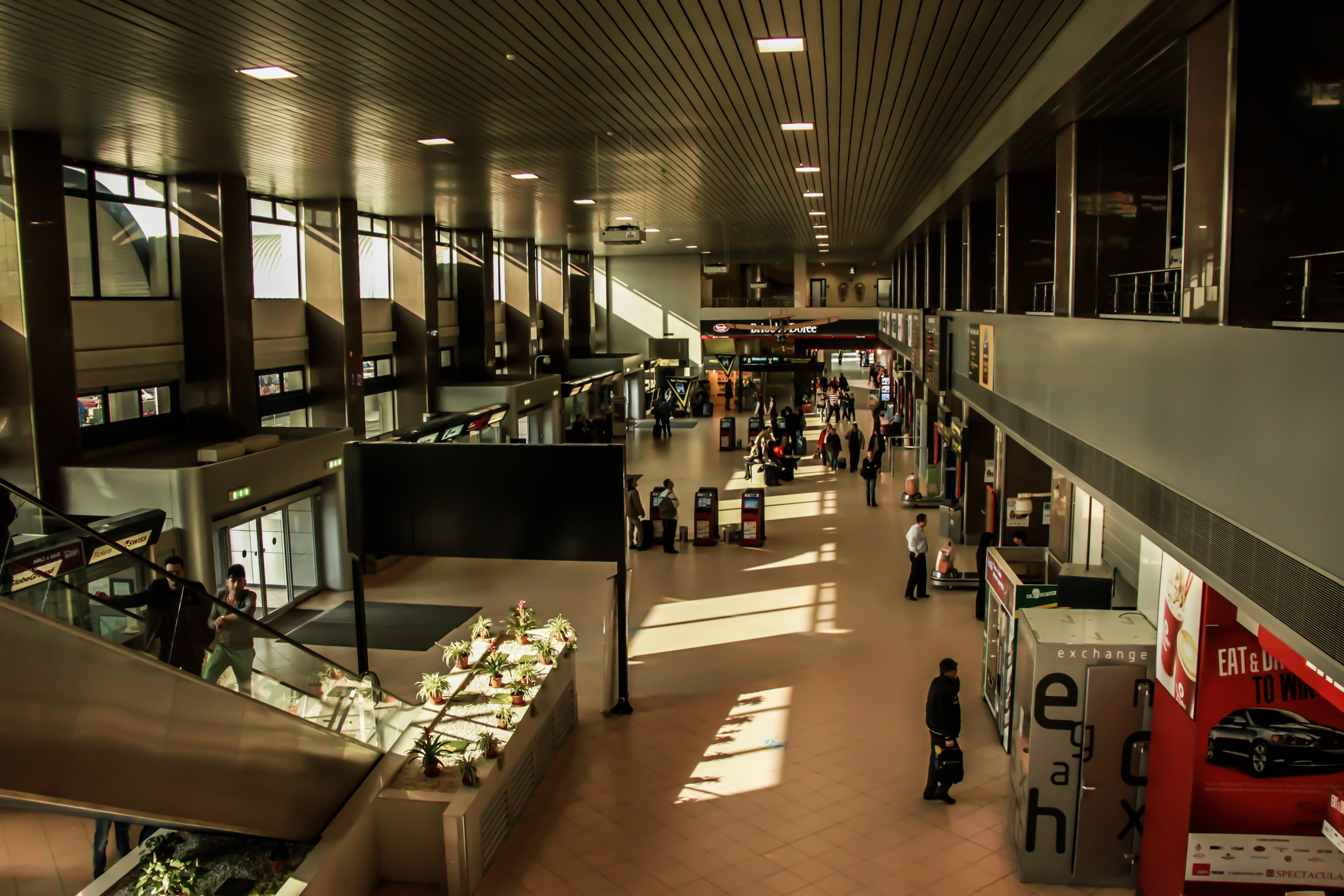
Sala de salidas

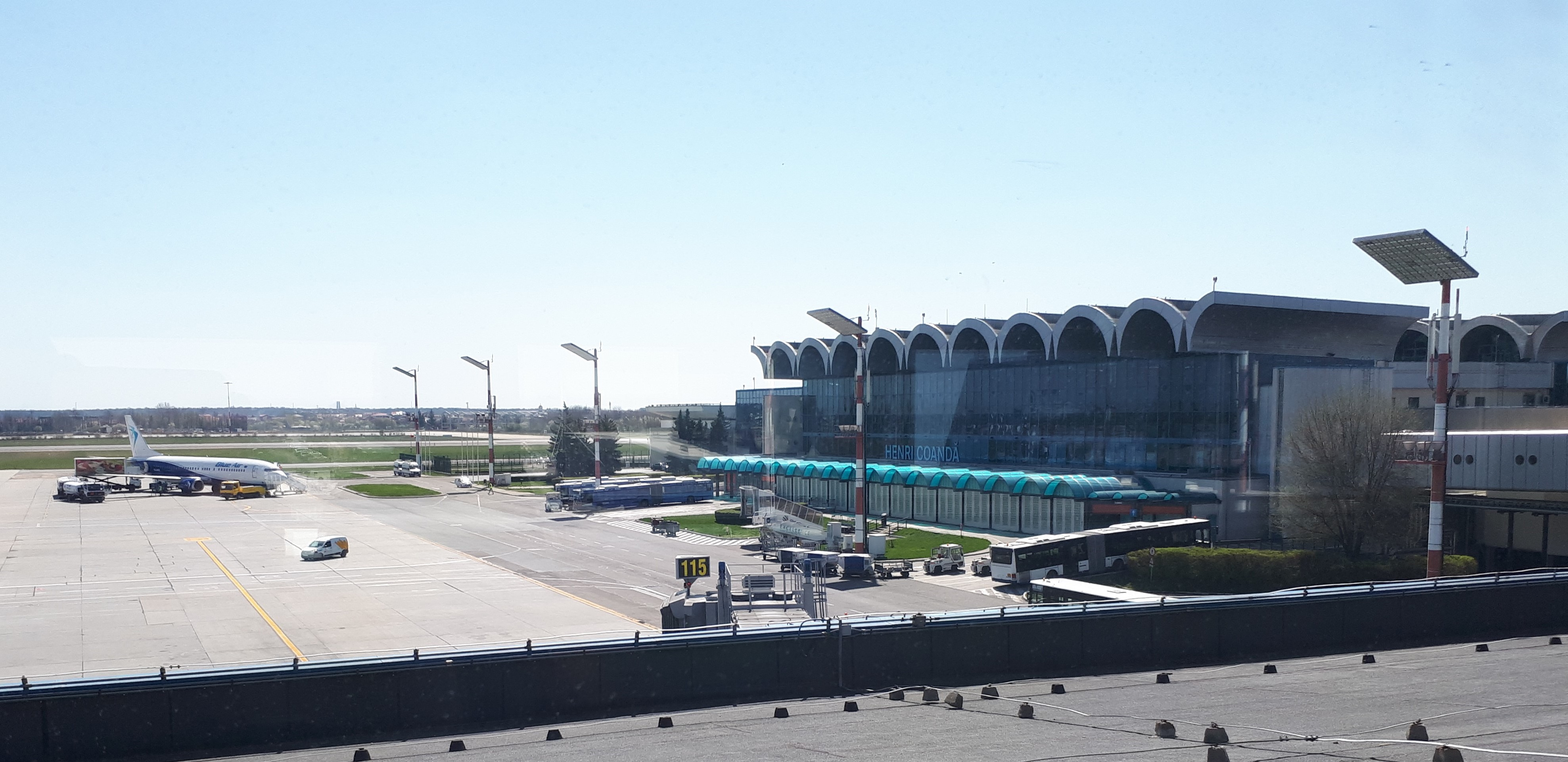
Sala de Llegadas

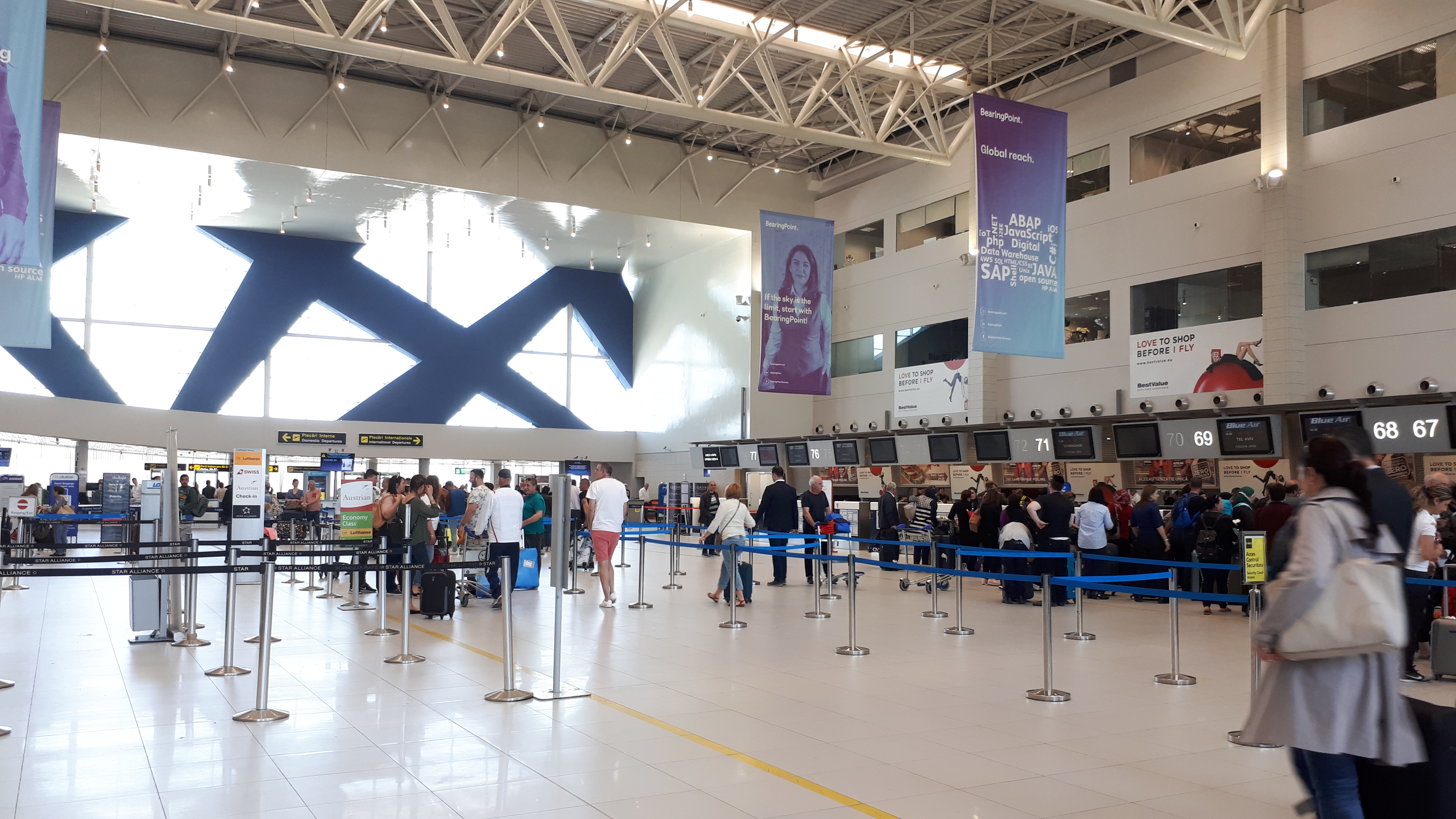
Interior del aeropuerto en abril de 2018

## Datos de tráfico
En 2018, 13,824,830 Pasajeros estuvieron en el aeropuerto, un crecimiento de 7.95% comparado con el 2017.
| Año  | Pasajeros (total) | Diferencia | Pasajeros (Vuelos domésticos) | Movimientos de Aeronaves | Cargo (Toneladas) |
| ---- | ----------------- | ---------- | ----------------------------- | ------------------------ | ----------------- |
| 2005 | 2,972,799         | -          | -                             | 49,593                   | 16,887            |
| 2006 | 3,497,938         | 17.6%      | -                             | 55,056                   | 18,089            |
| 2007 | 4,937,683         | 41.1%      | 410,916                       | 67,372                   | 17,423            |
| 2008 | 5,063,555         | 2.5%       | 497,208                       | 69,916                   | 22,464            |
| 2009 | 4,480,765         | 11.5%      | 496,391                       | 69,692                   | 21,585            |
| 2010 | 4,916,964         | 9.7%       | -                             | 71,481                   | -                 |
| 2011 | 5,049,443         | 2.7%       | -                             | -                        | -                 |
| 2012 | 7,120,024         | 41%        | -                             | 98,600                   | 26,493            |
| 2013 | 7,643,467         | 7.3%       | -                             | 86,730                   | 28,432            |
| 2014 | 8,316,705         | 8.8%       | -                             | 91,788                   | 29,193            |
| 2015 | 9,282,884         | 11.6%      | 502,928                       | 97,218                   | 31,421            |
| 2016 | 10,982,967        | 18.3%      | 872,915                       | 108,285                  | 34,125            |
| 2017 | 12,804,191        | 16.6%      | 1,289,596                     | 116,718                  | 37,415            |
| 2018 | 13,824,830        | 7.95%      | -                             | 122,966                  | -                 |
| 2019 | 14,697,239        | 6.34%      | -                             | -                        | -                 |

|  |

| Mes        | Pasajeros | Cambio (2017–2018) | Pasajeros Acumulados |
| ---------- | --------- | ------------------ | -------------------- |
| Enero      | 907,630   | 7.1%               | 907,630              |
| Febrero    | 847,200   | 4.7%               | 1,754,830            |
| Marzo      | 1,005,602 | 6.7%               | 2,760,432            |
| Abril      | 1,139,852 | 9%                 | 3,900,284            |
| Mayo       | 1,182,105 | 7.2%               | 5,082,389            |
| Junio      | 1,254,710 | 7.4%               | 6,337,099            |
| Julio      | 1,394,908 | 8.9%               | 7,732,007            |
| Agosto     | 1,424,175 | 7.9%               | 9,156,182            |
| Septiembre | 1,339,889 | 8.2%               | 10,496,071           |
| Octubre    | 1,238,860 | 7.3%               | 11,734,931           |
| Noviembre  | 1,063,278 | 11.1%              | 12,798,209           |
| Diciembre  | 1,026,621 | %                  | 13,824,830           |

### Rutas más transitadas
| 1                       | Aeropuerto de Cluj      | 289,665 | 493,956 | 489,757 | Blue Air, TAROM |
| 2                       | Aeropuerto de Timișoara | 219,070 | 356,684 | 410,140 | Ryanair, TAROM  |
| 3                       | Aeropuerto de Iași      | 285,085 | 297,879 | 286,728 | Blue Air, TAROM |
| Sources:Eurostat, INSSE |                         |         |         |         |                 |

### Para pasajeros
El área de salidas internacionales alberga una buena cantidad de tiendas, cafeterías, salones, ciber-cafés y muchas más.
Las aerolíneas distribuyen periódicos en inglés y rumano en las puertas de embarque.

## Incidentes y accidentes
- El 31 de marzo de 1995, el Vuelo 371 de TAROM, un  Airbus A310-324 registrado como YR-LCC, se detuvo después del despegue y se estrelló cerca de Baloteşti.  Las 60 personas a bordo fueron asesinadas.[17]